# Phytoecia kabateki
Phytoecia kabateki là một loài bọ cánh cứng trong họ Cerambycidae.